# BNO-10-14 – Az urogenitális rendszer megbetegedései
 A BNO-kódrendszer hivatalos nemzetközi forrása az Egészségügyi Világszervezet (WHO) honlapja; az ÁEEK által finanszírozott egészségügyi ellátások tekintetében az aeek.hu az irányadó!
Az alábbi hierarchia a nyomtatott magyar kiadásnak (BNO-10, 1995) felel meg.

## Glomeruláris betegségek (N00-N08)
- N00 Akut nephritis szindróma
  - N00.0 Akut nephritis syndroma, minimális elváltozás
  - N00.1 Akut nephritis syndroma, fokális szegmentális glomeruláris léziók
  - N00.2 Akut nephritis syndroma, glomerulonephritis membranosa diffusa
  - N00.3 Akut nephritis syndroma, diffúz, mesangio-proliferatív glomerulonephritis
  - N00.4 Akut nephritis syndroma, diffúz, endocapilláris proliferatív glomerulonephritis
  - N00.5 Akut nephritis syndroma, diffúz, mesangiocapilláris glomerulonephritis
  - N00.6 Akut nephritis syndroma, dense deposit disease
  - N00.7 Akut nephritis syndroma, glomerulonephritis diffúz félholdakkal
  - N00.8 Akut nephritis syndroma, egyéb
  - N00.9 Akut nephritis syndroma, k.m.n.
- N01 Gyors progressziójú nephritis szindróma
  - N01.0 Gyors progressziójú nephritis szindróma, minimális elváltozás
  - N01.1 Gyors progressziójú nephritis szindróma, fokális szegmentális glomeruláris léziók
  - N01.2 Gyors progressziójú nephritis szindróma, glomerulonephritis membranosa diffusa
  - N01.3 Gyors progressziójú nephritis szindróma, diffúz, mesangio-proliferatív glomerulonephritis
  - N01.4 Gyors progressziójú nephritis szindróma, diffúz, endocapilláris proliferatív glomerulonephritis
  - N01.5 Gyors progressziójú nephritis szindróma, diffúz, mesangiocapilláris glomerulonephritis
  - N01.6 Gyors progressziójú nephritis szindróma, dense deposit disease
  - N01.7 Gyors progressziójú nephritis szindróma, glomerulonephritis diffúz félholdakkal
  - N01.8 Gyors progressziójú nephritis szindróma, egyéb
  - N01.9 Gyors progressziójú nephritis szindróma, k.m.n.
- N02 Ismétlődő és perzisztáló haematuria
  - N02.0 Ismétlődő és perzisztáló haematuria, minimális elváltozás
  - N02.1 Ismétlődő és perzisztáló haematuria, fokális szegmentális glomeruláris léziók
  - N02.2 Ismétlődő és perzisztáló haematuria, glomerulonephritis membranosa diffusa
  - N02.3 Ismétlődő és perzisztáló haematuria, diffúz, mesangio-proliferatív glomerulonephritis
  - N02.4 Ismétlődő és perzisztáló haematuria, diffúz, endocapilláris proliferatív glomerulonephritis
  - N02.5 Ismétlődő és perzisztáló haematuria, diffúz, mesangiocapilláris glomerulonephritis
  - N02.6 Ismétlődő és perzisztáló haematuria, dense deposit disease
  - N02.7 Ismétlődő és perzisztáló haematuria, glomerulonephritis diffúz félholdakkal
  - N02.8 Ismétlődő és perzisztáló haematuria, egyéb
  - N02.9 Ismétlődő és perzisztáló haematuria, k.m.n.
- N03 Krónikus nephritis szindróma
  - N03.0 Krónikus nephritis szindróma, minimális elváltozás
  - N03.1 Krónikus nephritis szindróma, fokális szegmentális glomeruláris léziók
  - N03.2 Krónikus nephritis szindróma, glomerulonephritis membranosa diffusa
  - N03.3 Krónikus nephritis szindróma, diffúz, mesangio-proliferatív glomerulonephritis
  - N03.4 Krónikus nephritis szindróma, diffúz, endocapilláris proliferatív glomerulonephritis
  - N03.5 Krónikus nephritis szindróma, diffúz, mesangiocapilláris glomerulonephritis
  - N03.6 Krónikus nephritis szindróma, dense deposit disease
  - N03.7 Krónikus nephritis szindróma, glomerulonephritis diffúz félholdakkal
  - N03.8 Krónikus nephritis szindróma, egyéb
  - N03.9 Krónikus nephritis szindróma, k.m.n.
- N04 Nephrosis szindróma
  - N04.0 Nephrosis szindróma, minimális elváltozás
  - N04.1 Nephrosis szindróma, fokális szegmentális glomeruláris léziók
  - N04.2 Nephrosis szindróma, glomerulonephritis membranosa diffusa
  - N04.3 Nephrosis szindróma, diffúz, mesangio-proliferatív glomerulonephritis
  - N04.4 Nephrosis szindróma, diffúz, endocapilláris proliferatív glomerulonephritis
  - N04.5 Nephrosis szindróma, diffúz, mesangiocapilláris glomerulonephritis
  - N04.6 Nephrosis szindróma, dense deposit disease
  - N04.7 Nephrosis szindróma, glomerulonephritis diffúz félholdakkal
  - N04.8 Nephrosis szindróma, egyéb
  - N04.9 Nephrosis szindróma, k.m.n.
- N05 Nem meghatározott nephritis szindróma
  - N05.0 Nem meghatározott nephritis szindróma, minimális elváltozás
  - N05.1 Nem meghatározott nephritis szindróma, fokális szegmentális glomeruláris léziók
  - N05.2 Nem meghatározott nephritis szindróma, glomerulonephritis membranosa diffusa
  - N05.3 Nem meghatározott nephritis szindróma, diffúz, mesangio-proliferatív glomerulonephritis
  - N05.4 Nem meghatározott nephritis szindróma, diffúz, endocapilláris proliferatív glomerulonephritis
  - N05.5 Nem meghatározott nephritis szindróma, diffúz, mesangiocapilláris glomerulonephritis
  - N05.6 Nem meghatározott nephritis szindróma, dense deposit disease
  - N05.7 Nem meghatározott nephritis szindróma, glomerulonephritis diffúz félholdakkal
  - N05.8 Nem meghatározott nephritis szindróma, egyéb
  - N05.9 Nem meghatározott nephritis szindróma, k.m.n.
- N06 Izolált fehérjevizelés meghatározott morfológiai elváltozással
  - N06.0 Izolált fehérjevizelés meghatározott morfológiai elváltozással, minimális elváltozás
  - N06.1 Izolált fehérjevizelés meghatározott morfológiai elváltozással, fokális szegmentális glomeruláris léziók
  - N06.2 Izolált fehérjevizelés meghatározott morfológiai elváltozással, glomerulonephritis membranosa diffusa
  - N06.3 Izolált fehérjevizelés meghatározott morfológiai elváltozással, diffúz, mesangio-proliferatív glomerulonephritis
  - N06.4 Izolált fehérjevizelés meghatározott morfológiai elváltozással, diffúz, endocapilláris proliferatív glomerulonephritis
  - N06.5 Izolált fehérjevizelés meghatározott morfológiai elváltozással, diffúz, mesangiocapilláris glomerulonephritis
  - N06.6 Izolált fehérjevizelés meghatározott morfológiai elváltozással, dense deposit disease
  - N06.7 Izolált fehérjevizelés meghatározott morfológiai elváltozással, glomerulonephritis diffúz félholdakkal
  - N06.8 Izolált fehérjevizelés meghatározott morfológiai elváltozással, egyéb
  - N06.9 Izolált fehérjevizelés meghatározott morfológiai elváltozással, k.m.n.
- N07 Hereditaer nephropathia, m.n.o.
  - N07.0 Hereditaer nephropathia, m.n.o., minimális elváltozás
  - N07.1 Hereditaer nephropathia, m.n.o., fokális szegmentális glomeruláris léziók
  - N07.2 Hereditaer nephropathia, m.n.o., glomerulonephritis membranosa diffusa
  - N07.3 Hereditaer nephropathia, m.n.o., diffúz, mesangio-proliferatív glomerulonephritis
  - N07.4 Hereditaer nephropathia, m.n.o., diffúz, endocapilláris proliferatív glomerulonephritis
  - N07.5 Hereditaer nephropathia, m.n.o., diffúz, mesangiocapilláris glomerulonephritis
  - N07.6 Hereditaer nephropathia, m.n.o., dense deposit disease
  - N07.7 Hereditaer nephropathia, m.n.o., glomerulonephritis diffúz félholdakkal
  - N07.8 Hereditaer nephropathia, m.n.o., egyéb
  - N07.9 Hereditaer nephropathia, m.n.o., k.m.n.
- N08 Glomeruláris rendellenességek máshová osztályozott betegségekben
  - N08.0 Glomeruláris rendellenességek máshová osztályozott fertőző és parazitás betegségekben
  - N08.1 Glomeruláris rendellenességek daganatos betegségekben
  - N08.2 Glomerulopathiák vér- és vérképzőszervi valamint az immunrendszert érintő betegségekben
  - N08.3 Glomerulopathia diabetes mellitusban
  - N08.4 Glomeruláris rendellenességek egyéb endokrin, táplálkozási és anyagcsere betegségekben
  - N08.5 Glomeruláris rendellenességek kötőszöveti rendszerbetegségekben
  - N08.8 Glomeruláris rendellenességek egyéb máshová osztályozott betegségekben

## Renális tubulo-interstitiális betegségek (N10-N16)
- N10 Akut tubulo-interstitiális nephritis
- N11 Krónikus tubulo-interstitiális nephritis
  - N11.0 Refluxhoz társuló, non-obstructiv krónikus pyelonephritis
  - N11.1 Krónikus obstructív pyelonephritis
  - N11.8 Egyéb krónikus tubulo-interstitiális nephritis
  - N11.9 Krónikus tubulo-interstitiális nephritis k.m.n.
- N12 Tubulo-interstitiális nephritis, akutnak vagy krónikusnak nem meghatározva
- N13 Obstruktív és reflux uropathia
  - N13.0 Hydronephrosis, az uretero-pelvicus átmenet elzáródásával
  - N13.1 Hydronephrosis uréter stricturával m.n.o.
  - N13.2 Hydronephrosis a vese és uréter kő okozta elzáródásával
  - N13.3 Egyéb és k.m.n. hydronephrosis
  - N13.4 Hydroureter
  - N13.5 Uréter megtöretés (kinking) és szűkület, hydronephrosis nélkül
  - N13.6 Pyonephrosis
  - N13.7 Vesico-ureterális refluxhoz társult uropathia
  - N13.8 Egyéb obstructív és reflux uropathia
  - N13.9 Obstructív és reflux uropathia k.m.n.
- N14 Gyógyszer- és nehézfém-indukált tubulo-interstitiális és tubuláris állapotok
  - N14.0 Analgeticum nephropathia
  - N14.1 Egyéb szer, gyógyszer és biológiai anyag okozta nephropathia
  - N14.2 Nem meghatározott szer, vagy biológiai anyag okozta nephropathia
  - N14.3 Nehézfém indukálta nephropathia
  - N14.4 Toxikus nephropathia, k.m.n.
- N15 Egyéb tubulo-interstitiális betegségek
  - N15.0 Balkán-nephropathia
  - N15.1 Vese- és vese körüli tályog
  - N15.8 Egyéb, meghatározott tubulo-interstitiális betegségek
  - N15.9 Tubulo-interstitiális betegség k.m.n.
- N16 Renális tubulo-interstitiális rendellenességek máshova osztályozott betegségekben
  - N16.0 Renális tubulo-interstitiális rendellenességek máshová osztályozott fertőző és parazitás betegségekben
  - N16.1 Renális tubulo-interstitiális rendellenességek daganatos betegségekben
  - N16.2 Renális tubulo-interstitiális rendellenességek a vért valamint az immunrendszert érintő betegségekben
  - N16.3 Renális tubulo-interstitiális rendellenességek anyagcsere betegségekben
  - N16.4 Renális tubulo-interstitiális rendellenességek kötőszöveti rendszerbetegségekben
  - N16.5 Renális tubulo-interstitiális rendellenességek transplantatum rejectióban
  - N16.8 Renális tubulo-interstitiális rendellenességek egyéb máshová osztályozott betegségekben

## Veseelégtelenség (N17-N19)
- N17 Heveny veseelégtelenség
  - N17.0 Heveny veseelégtelenség tubuláris nekrózissal
  - N17.1 Heveny veseelégtelenség, heveny vesekéreg-elhalással
  - N17.2 Heveny veseelégtelenség medulláris nekrózissal
  - N17.8 Egyéb heveny veseelégtelenség
  - N17.9 Heveny veseelégtelenség k.m.n.
- N18 Krónikus veseelégtelenség
  - N18.0 Végstádiumú veseelégtelenség
  - N18.8 Egyéb krónikus veseelégtelenség
  - N18.9 Krónikus veseelégtelenség k.m.n.
- N19 Nem meghatározott veseelégtelenség

## Urolithiasis (N20-N23)
- N20 Vese- és uréterkő
  - N20.0 Vesekő
  - N20.1 Uréterkő
  - N20.2 Vese- és uréterkő egyidejűleg
  - N20.9 Húgyúti kő k.m.n.
- N21 Az alsó húgyutak kövessége
  - N21.0 Hólyagkő
  - N21.1 Húgycsőkő
  - N21.8 Egyéb alsó húgyúti kő
  - N21.9 Alsó húgyúti kő k.m.n.
- N22 Kő a húgyutakban máshova osztályozott betegségekben
  - N22.0 Urolithiasis schistosomiasisban [bilharsiasisban]
  - N22.8 Urolithiasis máshova osztályozott betegségekben
- N23 Vesekólika k.m.n.

## A vese és uréter egyéb rendellenességei (N25-N29)
- N25 A renális tubuláris funkció károsodása okozta rendellenességek
  - N25.0 Osteodystrophia renalis
  - N25.1 Nephrogen diabetes insipidus
  - N25.8 A tubuláris vesefunkció károsodása okozta egyéb rendellenességek
  - N25.9 A tubuláris vesefunkció károsodása okozta egyéb rendellenesség
- N26 Vesezsugorodás k.m.n.
- N27 Ismeretlen okú kis vese
  - N27.0 Kis vese, egyoldali
  - N27.1 Kis vese kétoldali
  - N27.9 Kis vese k.m.n.
- N28 A vese és uréter egyéb rendellenességei, m.n.o.
  - N28.0 A vese ischaemiája és infarctusa
  - N28.1 Vese-cysta, szerzett
  - N28.8 A vese és uréter egyéb, meghatározott rendellenességei
  - N28.9 A vese és uréter rendellenessége k.m.n.
- N29 A vese és uréter egyéb rendellenességei máshova osztályozott betegségekben
  - N29.0 A vese késői szifilisze
  - N29.1 A vese és uréter egyéb rendellenességei máshova osztályozott fertőző és parazitás betegségekben
  - N29.8 A vese és uréter egyéb rendellenességei egyéb máshova osztályozott betegségekben

## A húgyrendszer egyéb betegségei (N30-N39)
- N30 Húgyhólyaggyulladás
  - N30.0 Cystitis acuta
  - N30.1 Interstitiális cystitis (idült)
  - N30.2 Egyéb idült cystitis
  - N30.3 Trigonitis
  - N30.4 Irradiatiós cystitis
  - N30.8 Egyéb cystitis
  - N30.9 Urocystitis k.m.n.
- N31 A húgyhólyag m.n.o. neuromusculáris dysfunctiója
  - N31.0 Funkcióképes neuropathiás húgyhólyag, m.n.o.
  - N31.1 Reflex neuropathiás húgyhólyag, m.n.o.
  - N31.2 Petyhüdt neuropathiás húgyhólyag, m.n.o.
  - N31.8 A húgyhólyag egyéb neuromusculáris dysfunctiója
  - N31.9 A húgyhólyag neuromusculáris dysfunctiója k.m.n.
- N32 A húgyhólyag egyéb rendellenességei
  - N32.0 Hólyagnyak elzáródás
  - N32.1 Vesico-intestinális sipoly
  - N32.2 Húgyhólyagsipoly, m.n.o.
  - N32.3 Húgyhólyag diverticulum
  - N32.4 Húgyhólyagrepedés, nem-traumás
  - N32.8 A húgyhólyag egyéb meghatározott rendellenességei
  - N32.9 Húgyhólyag-rendellenesség k.m.n.
- N33 Húgyhólyag rendellenességek máshova osztályozott betegségekben
  - N33.0 Cystitis tuberculosa
  - N33.8 Húgyhólyag rendellenességek egyéb máshova osztályozott betegségekben
- N34 Húgycsőgyulladás és urethra-szindróma
  - N34.0 Húgycső-tályog
  - N34.1 Nem specifikus húgycsőgyulladás
  - N34.2 Egyéb húgycsőgyulladás
  - N34.3 Urethra-szindróma k.m.n.
- N35 Húgycsőszűkület
  - N35.0 Posttraumás húgycsőszűkület
  - N35.1 Fertőzés utáni húgycsőszűkület, m.n.o.
  - N35.8 Egyéb húgycsőszűkület
  - N35.9 Húgycsőszűkület k.m.n.
- N36 A húgycső egyéb rendellenességei
  - N36.0 Húgycső-sipoly
  - N36.1 Húgycső diverticulum
  - N36.2 Húgycső carunculus
  - N36.3 Húgycsőnyálkahártya prolapsusa
  - N36.8 A húgycső egyéb meghatározott rendellenességei
  - N36.9 Húgycsőrendellenesség k.m.n.
- N37 Húgycső rendellenességek máshova osztályozott betegségekben
  - N37.0 Urethritis máshova osztályozott betegségekben
  - N37.8 Egyéb húgycső-rendellenességek máshova osztályozott betegségekben
- N39 A húgyrendszer egyéb rendellenességei
  - N39.0 Húgyúti fertőzés nem meghatározott helyen
  - N39.1 Perzisztáló fehérjevizelés, k.m.n.
  - N39.2 Orthostaticus fehérjevizelés k.m.n.
  - N39.3 Stressz-incontinentia
  - N39.4 Egyéb meghatározott vizelet-incontinentia
  - N39.8 A húgyrendszer egyéb meghatározott rendellenességei
  - N39.9 Húgyrendszer-rendellenesség k.m.n.

## A férfi nemi szervek betegségei (N40-N51)
- N40 Prostata túltengés
- N41 A prostata gyulladásos betegségei
  - N41.0 Akut prostatitis
  - N41.1 Krónikus prostatitis
  - N41.2 Prostata-tályog
  - N41.3 Prostatocystitis
  - N41.8 A prostata egyéb gyulladásos betegségei
  - N41.9 Gyulladásos prostatabetegség k.m.n.
- N42 A prostata egyéb rendellenességei
  - N42.0 Calculus prostatae
  - N42.1 Prostata duzzadás és vérzés
  - N42.2 Prostata atrophia
  - N42.8 A prostata egyéb meghatározott rendellenességei
  - N42.9 Prostata rendellenesség k.m.n.
- N43 Hydrocele és spermatocele
  - N43.0 Cystosus (zárt) hydrocele
  - N43.1 Fertőzött hydrocele
  - N43.2 Egyéb hydrocele
  - N43.3 Hydrocele k.m.n.
  - N43.4 Spermatocele
- N44 Herecsavarodás
- N45 Orchitis és epididymitis
  - N45.0 Orchitis, epididymitis és orchido-epididymitis tályoggal
  - N45.9 Orchitis, epididymitis és orchido-epididymitis tályog nélkül
- N46 Férfi meddőség
- N47 Fitymatúltengés, phimosis és paraphimosis
- N48 A hímvessző egyéb rendellenességei
  - N48.0 Leukoplakia penis
  - N48.1 Balanoposthitis
  - N48.2 A hímvessző egyéb gyulladásos rendellenességei
  - N48.3 Priapismus
  - N48.4 Organikus eredetű impotencia
  - N48.5 A hímvessző fekélye
  - N48.6 Balanitis xerotica obliterans
  - N48.8 A hímvessző egyéb, meghatározott rendellenességei
  - N48.9 Hímvessző rendellenesség k.m.n.
- N49 A férfi nemi szervek gyulladásos rendellenességei m.n.o.
  - N49.0 Az ondóhólyag gyulladásos rendellenességei
  - N49.1 A funiculus spermaticus, tunica vaginalis és vas deferens gyulladásos rendellenességei
  - N49.2 A herezacskó gyulladásos rendellenességei
  - N49.8 A férfi nemi szervek egyéb meghatározott részének gyulladásos rendellenességei
  - N49.9 Gyulladásos rendellenesség nem meghatározott férfi nemi szerven
- N50 A férfi nemi szervek egyéb rendellenességei
  - N50.0 Heresorvadás
  - N50.1 A férfi nemi szervek vasculáris rendellenességei
  - N50.8 A férfi nemi szervek egyéb, meghatározott rendellenességei
  - N50.9 A férfi nemi szervek rendellenessége k.m.n.
- N51 A férfi nemi szervek rendellenességei máshova osztályozott betegségekben
  - N51.0 A prostata rendellenességei máshova osztályozott betegségekben
  - N51.1 A here és mellékhere rendellenességei máshova osztályozott betegségekben
  - N51.2 Balanitis máshova osztályozott betegségekben
  - N51.8 A férfi nemi szervek egyéb rendellenességei máshova osztályozott betegségekben

## Az emlő rendellenességei (N60-N64)
- N60 Jóindulatú emlő dysplasia
  - N60.0 Emlő solitaer cystája
  - N60.1 Mastopathia cystica diffusa
  - N60.2 Emlő fibroadenosis
  - N60.3 Emlő fibrosclerosisa
  - N60.4 Emlővezetékek tágulata
  - N60.8 Egyéb jóindulatú emlőelváltozások
  - N60.9 Jóindulatú emlődysplasia k.m.n.
- N61 Emlő gyulladásos rendellenességei
- N62 Emlő hypertrophia
- N63 Emlőben lévő meghatározatlan képlet
- N64 Az emlő egyéb rendellenességei
  - N64.0 Mellbimbó repedése és sipolya
  - N64.1 Az emlő zsírnecrosisa
  - N64.2 Emlősorvadás
  - N64.3 Galactorrhoea (nem szüléssel összefüggő)
  - N64.4 Emlőfájdalom (mastodynia)
  - N64.5 Emlőhöz kapcsolódó egyéb jelek és tünetek
  - N64.8 Az emlő egyéb meghatározott rendellenességei
  - N64.9 Emlő rendellenesség k.m.n.

## A női medencei szervek gyulladásos betegségei (N70-N77)
- N70 Méhkürt és petefészek gyulladás
  - N70.0 A méhkürt és petefészek heveny gyulladása
  - N70.1 A méhkürt és petefészek idült gyulladása
  - N70.9 Méhkürt és petefészek gyulladás k.m.n.
- N71 Méhgyulladás, a méhnyak kivételével
  - N71.0 A méh heveny gyulladásos betegsége
  - N71.1 A méh idült gyulladásos betegsége
  - N71.9 A méh gyulladásos betegsége k.m.n.
- N72 A méhnyak gyulladásos betegsége
- N73 A női kismedence egyéb gyulladásos betegségei
  - N73.0 Akut parametritis és medencei cellulitis
  - N73.1 Krónikus parametritis és medencei cellulitis
  - N73.2 Parametritis és medencei cellulitis k.m.n.
  - N73.3 Akut pelveoperitonitis (női)
  - N73.4 Krónikus pelveoperitonitis k.m.n.
  - N73.5 Női pelveoperitonitis k.m.n.
  - N73.6 Női medencei peritoneális összenövések
  - N73.8 A női medence egyéb, meghatározott gyulladásos betegségei
  - N73.9 A női medence gyulladásos betegsége k.m.n.
- N74 A női kismedence gyulladásos betegségei máshova osztályozott betegségekben
  - N74.0 A méhnyak gümőkóros fertőzése
  - N74.1 A női kismedence gümőkóros gyulladásos betegsége
  - N74.2 A női kismedence szifiliszes gyulladásos betegsége
  - N74.3 A női kismedence gonococcusos gyulladásos betegsége
  - N74.4 A női kismedence chlamydia fertőzés okozta gyulladásos betegsége
  - N74.8 A női kismedence gyulladásos betegségei egyéb máshova osztályozott betegségekben
- N75 A Bartholin-mirigy betegségei
  - N75.0 A Bartholin-mirigy cystája
  - N75.1 A Bartholin-mirigy tályog
  - N75.8 A Bartholin-mirigy egyéb betegségei
  - N75.9 A Bartholin-mirigy betegsége k.m.n.
- N76 A hüvely és szeméremtest egyéb gyulladása
  - N76.0 A hüvely heveny gyulladása
  - N76.1 A hüvely szubakut és idült gyulladása
  - N76.2 A szeméremtest heveny gyulladása
  - N76.3 A szeméremtest szubakut és idült gyulladása
  - N76.4 Szeméremtest tályog
  - N76.5 A hüvely kifekélyesedése
  - N76.6 A szeméremtest kifekélyesedése
  - N76.8 A hüvely és szeméremtest egyéb, meghatározott gyulladása
- N77 A hüvely és a szeméremtest kifekélyesedése és gyulladása máshova osztályozott betegségekben
  - N77.0 A szeméremtest kifekélyesedése máshova osztályozott fertőző és parazitás betegségekben
  - N77.1 A hüvely és szeméremtest gyulladása máshova osztályozott fertőző és parazitás betegségekben
  - N77.8 A hüvely és szeméremtest kifekélyesedése és gyulladása, egyéb máshova osztályozott betegségekben

## A női nemi szervek nem gyulladásos betegségei (N80-N98)
- N80 Endometriosis
  - N80.0 A méh endometriosisa
  - N80.1 A petefészek endometriosisa
  - N80.2 A petevezető endometriosisa
  - N80.3 A medencei hashártya endometriosisa
  - N80.4 A rectovaginális septum és a hüvely endometriosisa
  - N80.5 Bél endometriosis
  - N80.6 Endometriosis bőrhegben
  - N80.8 Egyéb endometriosis
  - N80.9 Endometriosis, k.m.n.
- N81 A női nemi szervek prolapsusa
  - N81.0 Urethrocele, női
  - N81.1 Cystocele
  - N81.2 A méh és hüvely inkomplett prolapsusa
  - N81.3 Teljes uterovaginális prolapsus
  - N81.4 Uterovaginális prolapsus k.m.n.
  - N81.5 Enterocele vaginale (szerzett vagy veleszületett)
  - N81.6 Rectocele
  - N81.8 Egyéb női nemi szerv prolapsusa
  - N81.9 Női nemi szerv prolapsusa k.m.n.
- N82 A női nemi szerveket érintő sipolyok
  - N82.0 Vesicovaginális sipoly
  - N82.1 Egyéb női húgy- és nemi szervek közötti sipoly
  - N82.2 Sipoly a hüvely és vékonybél között
  - N82.3 Sipoly a hüvely és vastagbél között
  - N82.4 Egyéb sipolyok a női nemi szervek és a belek között
  - N82.5 Sipolyok a női nemi szervek és a bőr között
  - N82.8 A női nemi szervek egyéb sipolyai
  - N82.9 A női nemi szervek sipolya k.m.n.
- N83 A petefészek, méhkürt és a széles méhszalag nem-gyulladásos rendellenességei
  - N83.0 A petefészek folliculáris cystája
  - N83.1 Sárgatest cysta
  - N83.2 Egyéb és k.m.n. petefészek cysták
  - N83.3 A petefészek és a méhkürt szerzett sorvadása
  - N83.4 A petefészek és a méhkürt előesése és sérve
  - N83.5 A petefészek és méhkürt csavarodása
  - N83.6 Haematosalpinx
  - N83.7 A széles méhszalag vérömlenye
  - N83.8 A petefészek, méhkürt, széles méhszalag egyéb, nem-gyulladásos rendellenességei
  - N83.9 A petefészek, méhkürt és a széles méhszalag nem-gyulladásos rendellenessége k.m.n.
- N84 A női nemi szervek polypusa
  - N84.0 Méhtest polypus
  - N84.1 Méhnyak polypus
  - N84.2 Hüvely polypus
  - N84.3 Szeméremtest polypus
  - N84.8 A női nemi szervek egyéb részeinek polypusa
  - N84.9 A női nemi szervek polypusa k.m.n.
- N85 A méh egyéb, nem gyulladásos rendellenességei, a méhnyak kivételével
  - N85.0 Hyperplasia glandularis endometrii
  - N85.1 Hyperplasia adenomatosa endometrii
  - N85.2 Méh-hypertrophia
  - N85.3 Subinvolutio uteri
  - N85.4 A méh rendellenes helyzete
  - N85.5 Méh inverzió
  - N85.6 Méhűri összenövések
  - N85.7 Haematometra
  - N85.8 A méh, egyéb, meghatározott nem-gyulladásos rendellenességei
  - N85.9 Nem-gyulladásos méhrendellenesség k.m.n.
- N86 A méhnyak erosiója és ectropionja
- N87 Dysplasia cervicis uteri
  - N87.0 Enyhe cervicális dysplasia
  - N87.1 Középsúlyos cervicális dysplasia
  - N87.2 Súlyos cervicális dysplasia
  - N87.9 Cervicális dysplasia k.m.n.
- N88 A méhnyak egyéb, nem-gyulladásos rendellenességei
  - N88.0 Leukoplakia cervicis uteri
  - N88.1 Laceratio portionis uteri inveterata
  - N88.2 A méhnyak szűkülete és hegesedése
  - N88.3 Méhnyakelégtelenség
  - N88.4 A méhnyak hypertrophiás elongatiója
  - N88.8 A méhnyak egyéb, meghatározott nem-gyulladásos rendellenességei
  - N88.9 A méhnyak nem-gyulladásos rendellenessége k.m.n.
- N89 A hüvely egyéb, nem-gyulladásos rendellenességei
  - N89.0 Dysplasia vaginae, enyhe fokú
  - N89.1 Dysplasia vaginae, közepes fokú
  - N89.2 Dysplasia vaginae, súlyos
  - N89.3 Dysplasia vaginae, k.m.n.
  - N89.4 Leukoplakia vaginae
  - N89.5 A hüvely szűkülete és atresiája
  - N89.6 Szűk hymenális gyűrű
  - N89.7 Haematocolpos
  - N89.8 A hüvely egyéb, meghatározott nem-gyulladásos rendellenességei
  - N89.9 A hüvely nem-gyulladásos rendellenessége k.m.n.
- N90 A szeméremtest és gát egyéb nem-gyulladásos rendellenessége k.m.n.
  - N90.0 A szeméremtest enyhefokú dysplasiája
  - N90.1 A szeméremtest mérsékelt dysplasiája
  - N90.2 A szeméremtest súlyos dysplasiája m.n.o.
  - N90.3 Szeméremtest dysplasia k.m.n.
  - N90.4 Leukoplakia vulvae
  - N90.5 A szeméremtest sorvadása
  - N90.6 A szeméremtest hypertrophiája
  - N90.7 Szeméremtest cysta
  - N90.8 A szeméremtest és gát egyéb meghatározott nem-gyulladásos rendellenességei
  - N90.9 A szeméremtest és gát nem-gyulladásos rendellenességei k.m.n.
- N91 Hiányzó, csekély és ritka havivérzés
  - N91.0 Primér amenorrhoea
  - N91.1 Szekunder amenorrhoea
  - N91.2 Amenorrhoea k.m.n.
  - N91.3 Primér oligomenorrhoea
  - N91.4 Szekunder oligomenorrhoea
  - N91.5 Oligomenorrhoea, k.m.n.
- N92 Excesszív, gyakori és szabálytalan havivérzés
  - N92.0 Excesszív és gyakori havivérzés szabályos ciklussal
  - N92.1 Excesszív és gyakori havivérzés szabálytalan ciklussal
  - N92.2 Excesszív havivérzés serdülőkorban
  - N92.3 Ovulatiós vérzés
  - N92.4 Excesszív vérzés a praemenopausális szakban
  - N92.5 Egyéb meghatározott szabálytalan havivérzés
  - N92.6 Szabálytalan havivérzés k.m.n.
- N93 Egyéb rendellenes méh- és hüvelyvérzés
  - N93.0 Postcoitális és kontakt vérzés
  - N93.8 Egyéb meghatározott rendellenes méh- és hüvelyvérzés
  - N93.9 Rendellenes méh- és hüvelyvérzés k.m.n.
- N94 A női nemi szervekkel és havivérzéssel kapcsolatos fájdalom és egyéb állapotok
  - N94.0 Középidős fájdalom ("Mittelschmerz")
  - N94.1 Dyspareunia
  - N94.2 Vaginismus
  - N94.3 Praemenstruális tenziós szindróma
  - N94.4 Primér dysmenorrhoea
  - N94.5 Szekunder dysmenorrhoea
  - N94.6 Dysmenorrhoea k.m.n.
  - N94.8 A női nemi szervekkel és havivérzéssel kapcsolatos egyéb meghatározott állapotok
  - N94.9 A női nemi szervekkel és havivérzéssel kapcsolatos egyéb k.m.n. állapotok
- N95 Menopausális és egyéb perimenopausális rendellenességek
  - N95.0 Postmenopausális vérzés
  - N95.1 Menopausális és női climacteriális állapotok
  - N95.2 Postmenopausális atrophiás vaginitis
  - N95.3 Művi menopausához társuló állapotok
  - N95.8 Egyéb meghatározott menopausális és perimenopausális rendellenességek
  - N95.9 Menopausális és perimenopausális rendellenesség k.m.n.
- N96 Habituális vetélő
- N97 Női infertilitás
  - N97.0 Anovulatióval kapcsolatos infertilitás
  - N97.1 Méhkürt eredetű infertilitás
  - N97.2 Méheredetű női infertilitás
  - N97.3 Méhnyakeredetű infertilitás
  - N97.4 A férfipartner tényezőivel társult női infertilitás
  - N97.8 Egyéb eredetű női infertilitás
  - N97.9 Női infertilitás k.m.n.
- N98 Mesterséges megtermékenyítéshez társuló szövődmények
  - N98.0 Mesterséges megtermékenyítéssel kapcsolatos fertőzés
  - N98.1 A petefészkek hyperstimulatiója
  - N98.2 Mesterségesen megtermékenyített petesejt bejuttatási kísérletéhez (IVF) kapcsolódó szövődmények
  - N98.3 Embrióbeültetés kísérlete kapcsán adódó szövődmények
  - N98.8 Mesterséges megtermékenyítéshez társuló egyéb szövődmények
  - N98.9 Mesterséges megtermékenyítéshez társuló szövődmény k.m.n.

## A húgy-ivar-rendszer egyéb rendellenességei (N99)
- N99 Az urogenitális rendszer beavatkozást követő rendellenességei m.n.o.
  - N99.0 Beavatkozást követő veseelégtelenség
  - N99.1 Beavatkozást követő húgycsőszűkület
  - N99.2 Postoperatív hüvelyi összenövések
  - N99.3 A hüvelyboltozat előesése méheltávolítás után
  - N99.4 Kismedencei hashártya összenövések beavatkozást követően
  - N99.5 A húgyutak külső stomájának működési zavara
  - N99.8 Az urogenitális rendszer egyéb beavatkozást követő rendellenességei
  - N99.9 Az urogenitális rendszer beavatkozást követő rendellenessége k.m.n.

| Sorszám | Főcsoport                                                                                                | BNO kódok |
| ------- | --- | --------- |
| 01      | BNO-10-01 – Fertőző és parazitás betegségek                                                              | A00–B99   |
| 02      | BNO-10-02 – Daganatok                                                                                    | C00–D48   |
| 03      | BNO-10-03 – A vér és a vérképző szervek betegségei és az immunrendszert érintő bizonyos rendellenességek | D50–D89   |
| 04      | BNO-10-04 – Endokrin, táplálkozási és anyagcsere betegségek                                              | E00–E90   |
| 05      | BNO-10-05 – Mentális és viselkedészavarok                                                                | F00–F99   |
| 06      | BNO-10-06 – Az idegrendszer betegségei                                                                   | G00–G99   |
| 07      | BNO-10-07 – A szem és függelékeinek betegségei                                                           | H00–H59   |
| 08      | BNO-10-08 – A fül és a csecsnyúlvány megbetegedései                                                      | H60–H95   |
| 09      | BNO-10-09 – A keringési rendszer betegségei                                                              | I00–I99   |
| 10      | BNO-10-10 – A légzőrendszer betegségei                                                                   | J00–J99   |
| 11      | BNO-10-11 – Az emésztőrendszer betegségei                                                                | K00–K93   |
| 12      | BNO-10-12 – A bőr és bőralatti szövet betegségei                                                         | L00–L99   |
| 13      | BNO-10-13 – A csont-izomrendszer és kötőszövet betegségei                                                | M00–M99   |
| 14      | BNO-10-14 – Az urogenitális rendszer megbetegedései                                                      | N00–N99   |
| 15      | BNO-10-15 – Terhesség, szülés és a gyermekágy                                                            | O00–O99   |
| 16      | BNO-10-16 – A perinatális szakban keletkező bizonyos állapotok                                           | P00–P96   |
| 17      | BNO-10-17 – Veleszületett rendellenességek, deformitások és kromoszómaabnormitások                       | Q00–Q99   |
| 18      | BNO-10-18 – Máshova nem osztályozott panaszok, tünetek és kóros klinikai és laboratóriumi leletek        | R00–R99   |
| 19      | BNO-10-19 – Sérülés, mérgezés és külső okok bizonyos egyéb következményei                                | S00–T98   |
| 20      | BNO-10-20 – A morbiditás és mortalitás külső okai                                                        | V01–Y98   |
| 21      | BNO-10-21 – Az egészségi állapotot és egészségügyi szolgálatokkal való kapcsolatot befolyásoló tényezők  | Z00–Z99   |
| (22)    | BNO-10-22 – Speciális kódok                                                                              | U00–U99   |